# Деисис
Деисис  (грч. δέησις — молитва или посредовање) односи се на подношење првобитне интересне бриге, како у световно - правној тако и у религиозној сфери.. У Византијском царству, израз је коришћен и за профане петиције упућене цару. У језику модерне историје уметности, међутим, значење термина је ограничено на верско и суштински благотворно посредовање (лат. intercessio — заступништво) као сликовни мотив хришћанске иконографије. Овај мотив обично приказује иконе која у центру имају лик Христа (најчешће у Пантократоровој иконографији), лево од ње, Богородица а десно Јован Крститељ, представљени у традиционалном гесту молитвеног заступништва (трофигурални деисис). Могу се поставити сличне иконе апостола, светих отаца, мученика и других (вишефигурални деисис). Главно догматско значење композиције деисис је посредничка молитва, заступништво за људски род пред Небеским Царем и Судијом. На формирање ове иконографије утицала је литургија. У постиконоборачко доба, икона Деисис је постављена на архитрав ниске олтарске преграде..

## Порекло предмета слике
Сликовни мотив се са сигурношћу јавља тек по окончању византијске сликовне полемике. До нас је дошао у провинцијским византијским делима из Кападокије око 900. године нове ере (нпр. из Ајвали Килисе у долини Гулидере код Чавушина). Најстарији сачувани примерци из Константинопоља потичу из 10. века и представљају дела мање уметности као што су емајл Лимбуршке Стауротеке или  резбарење слоноваче на триптиху Харбавил у Лувру. Монументални Мозаик Деесис на јужној галерији Аја Софије датира из 13. века. Још један мозаик митрополита Деесис је сачуван у Манастир Богородица Памакаристос.

## Стил и значај
Тема у деисис мозаику честа је у овој врсти умјетности у разним медијима, почевши од средњовизантијског времена па наовамо, при чему су често биле употребљаване сличне композиције које се могу видјети на другим мозаицима из Аја Софије. На овом мозаику илустрирано је и шире стремљење помака ка натурализму (опонашање видљивог свијета) из периода касне византијске умјетности, који се такођер може уочити на зидној фресци  Успења Богородице из 1265. године у манастиру Сопоћани. Као и код већине византијских умјетничких дјела није познато поријекло умјетника или више њих који су урадили деисис мозаик. Представља један од најзначајнијих примјера касновизантијског умјетничког израза, који подсјећа на оно што су у то време радили италијански сликари Чимабуе, Ђото ди Бондоне и Дучо ди Буонинсења повезани са почецима италијанске ренесансе. У деисис мозаику није уочљив натурализам као код италијанских сликара. Тијела, лица, носеви и прсти су издужени и елегантни, а све је усредсређено на емоционалну ангажованост. Ту је и емотивни поглед светог Јована Крститеља који указује на његово страхопоштовање према Христовој патњи у име човјечанства. Осим естетске и умјетничке вриједности коју су остварили византијски мајстори приликом израде овог мозаика, његова дубока вриједност је и у самој слици која је приликом молитви помагала Византинцима да ступе у контакт с божанским и трансценденталним..

## Галерија
- Деисис. Триптих Арбавил. X век.
- Деисис мозаик Аја Софија XIII. век.
- Деисис Псков. XV. век.
- Деисис са Пророцима XVI. век.